# Ван Эзелтин, Глен Паркер
Глен Паркер Ван Эзелтин (англ. Glen Parker Van Eseltine; 1888—1938) — американский ботаник.

## Биография
Глен Ван Эзелтин родился 21 октября 1888 года в городе Сиракьюс штата Нью-Йорк. Учился в Сиракузском университете, в 1913 году получил степень бакалавра. С 1913 по 1915 Ван Эзелтин работал в Национальном гербарии США в Вашингтоне. С 1915 он работал в Департаменте сельского хозяйства США. 9 сентября 1915 года Глен Ван Эзелтин женился на Флоренс Лэм. В 1922 году он вернулся в Сиракьюс, до 1927 года преподавал в Северной средней школе Сиракьюса. В 1926, 1928 и 1929 Глен преподавал летние курсы по ботанике в Сиракузском университете. Глен Паркер Ван Эзелтин скоропостижно скончался 14 ноября 1938 года в своём доме от острого инфаркта миокарда.
Глен Ван Эзелтин издал множество публикаций в научных журналах США. Кроме того, он был соавтором нескольких книг, посвящённых овощам, в том числе Beans of New York, Sweet Corn of New York и Cucurbids of New York.